# High Speed Transport

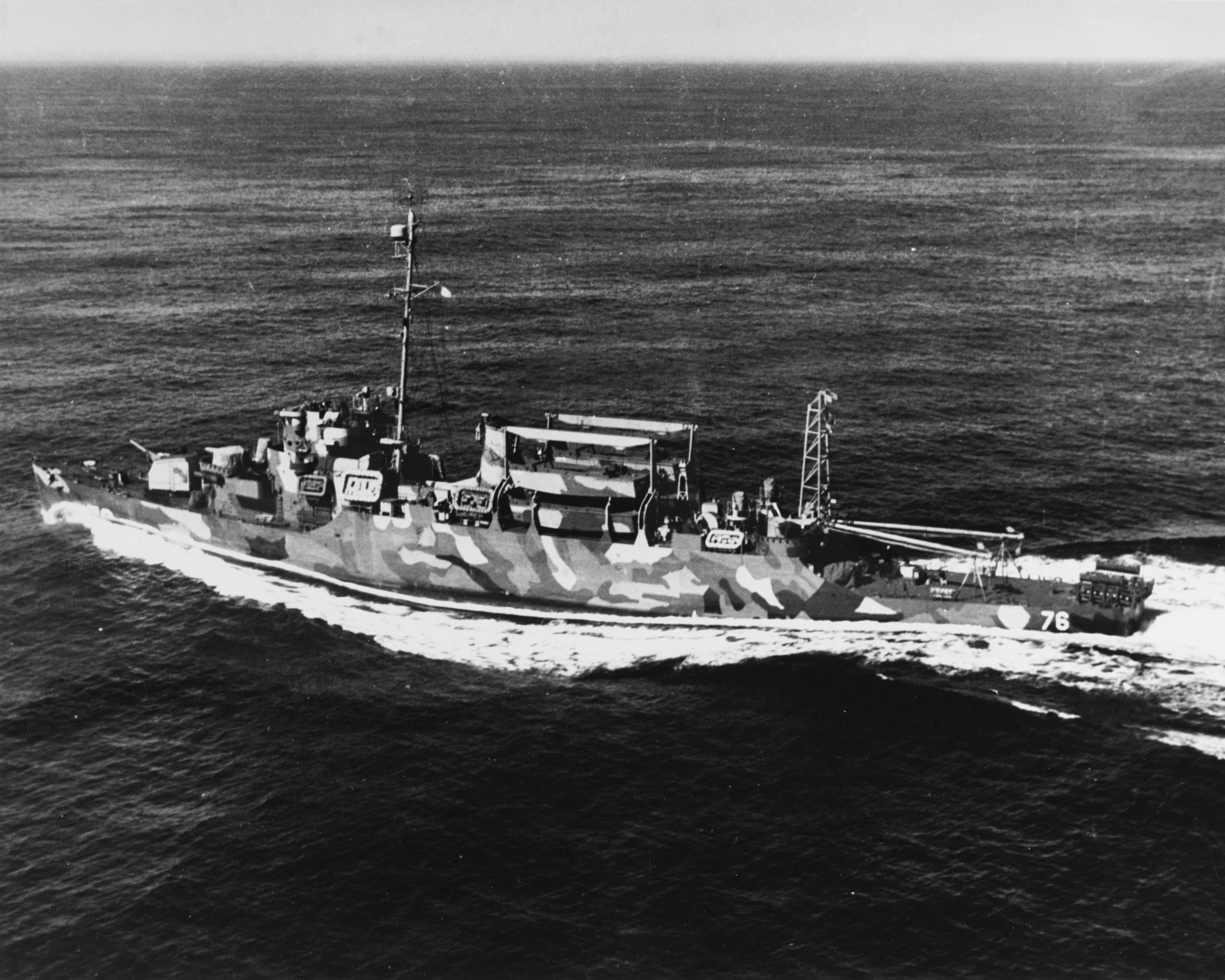
USS „Schmitt” (APD-76)

High Speed Transport, w spolszczeniu szybkie transportowce – amerykańskie okręty wojenne z okresu II wojny światowej służące jako okręty desantowe, w US Navy nosiły oznaczenie APD.
Zadaniem okrętów tego typ było dostarczenie specjalistycznych jednostek typu Underwater Demolition Team (jednostki płetwonurków, prekursorzy współczesnych jednostek SEAL) czy Rangers i ewentualne wsparcie ogniem lub osłona tych żołnierzy.
Pierwsze APD powstały po modernizacji starych niszczycieli z okresu I wojny światowej tzw. „flush deck destroyers” (niszczycieli gładkopokładowych – zwanych też „czterofajkowcami” ze względu na liczbę kominów). Wymontowano z nich dwa kotły parowe i ich kominy oraz zdemontowano wyrzutnie torpedowe na których miejscu umieszczono cztery łodzie desantowe LCPL oraz pomieszczenia dla zaokrętowanych żołnierzy jednostek specjalnych. W celu obrony przed atakami kamikaze jednostki tego typu były dobrze uzbrojone, zazwyczaj w trzy uniwersalne działa 75 mm, pojedyncze działo 40 mm oraz pięć działek przeciwlotniczych 20 mm.
Późniejsze APD powstały w wyniku przebudowy niszczycieli eskortowych (DE), w przypadku tych okrętów jedyna modernizacja polegała na powiększeniu kabin dla zaokrętowanych żołnierzy (maksymalnie 200), dodaniu czterech łodzi LCVP i dźwigu do ich obsługi. 1 stycznia 1969 okręty tego typu otrzymały oznaczenie LPR.